# Everly (film)
Everly è un film statunitense del 2014 diretto da Joe Lynch.

## Trama
Everly, diventata informatrice dell'FBI, si ritrova bloccata nel suo appartamento a respingere gli attacchi degli assassini mandati dal suo ex, un boss della Yakuza.